# Eduard Gamero Mir
Eduardo Gamero Mir (Palma, Mallorca, 1942) és un empresari turístic i polític mallorquí, diputat al Congrés dels Diputats en la VI Legislatura i senador en la VII legislatura.
Ha fet estudis de direcció i gestió empresarial, màrqueting i relacions públiques i turisme, el 1969 començà a gestionar i dirigir establiments hotelers. Ha estat director de l'Hotel Cala Murada (1970-1980) i cap de l'Agrupación Hotelera de las Zonas Turísticas de España (1980-1987). Militant del Partit Popular, de 1987 a 1996 fou director general de promoció de la Conselleria de Turisme del Govern Balear i president d'Ibatur.
Fou elegit diputat a les eleccions generals espanyoles de 1996, i fou Vocal de la Comissió d'Indústria, Energia i Turisme. Ha estat elegit senador per Mallorca a les eleccions generals espanyoles de 2000, on fou Viceportaveu de la Comissió d'Indústria, Energia i Turisme fins que renuncià el 2003 en favor de Bartolomé Seguí Prat i fou nomenat novament director general de promoció pel Govern Balear. El 2012 fou nomenat president de Foment del Turisme de Mallorca.